# Пол Самюъл-Смит
Пол Самюъл-Смит (имена по рождение Пол Смит; 8 май 1943, Ричмънд, Съри) е английски басист.
Той е сред основателите на английската група от 1960-те години The Yardbirds. Докато е в групата, копродуцира албумите заедно с Мики Мостм Саймън Нейпиър-Бел и Джорджио Гомелски. Напуска групата през 1965 г. и започва самостоятелна кариера.
Става продуцент на редица групи като Renaissance, Мъри Хед, Кет Стивънс, Jethro Tull, Кърли Саймън, Крис Де Бърг, Бевърли Крейвън, Illusion, Клеър Хамил, Amazing Blondel, All About Eve.
В киното продуцира филма „Картички от ръба“ (1990) и „Харолд и Мод“ (1971).
Пол Самюъл Смит е приет в Rock and Roll залата на славата (като член на Yardbirds) през 1992 г.